# Laranjeiras do Sul
Laranjeiras do Sul is een gemeente in de Braziliaanse deelstaat Paraná. De gemeente telt 31.641 inwoners (schatting 2009).